# Sebastian (Floryda)
Sebastian – miasto w Stanach Zjednoczonych, w stanie Floryda, w hrabstwie Indian River.